# Donald R. Haurin
Donald Richard Haurin (* 19. Mai 1949) ist ein emeritierter US-amerikanischer Wirtschaftswissenschaftler.
Donald R. Haurin graduierte 1971 am MIT und promovierte 1978 an der University of Chicago. Seit 1987 arbeitet er am College of Social and Behavioral Sciences der Ohio State University. Des Weiteren ist er Mitglied der Fakultät des Homer Hoyt Institute’s Weimer School of Advanced Studies in Real Estate and Land Economics. Seine Arbeiten beziehen sich unter anderem auf verschiedene Themen der Immobilienwissenschaft und der Einkommensvolatilität. Er publizierte fünfzig Artikel in peer reviewed journals, z. B. im Quarterly Journal of Economics, Review of Economics and Statistics, Journal of Real Estate Economics and Finance, Journal of Housing Economics, Journal of Urban Economics und dem Real Estate Economic; zudem publizierte er mehr als zwanzig Beiträge in wissenschaftlichen Büchern. Seine wissenschaftliche Reputation geht auch aus seinem H-Index von 29 hervor.

## Ehrungen
- John Quigley Medal, 2017 von der American Real Estate and Urban Economics Association[3]
- International Real Estate Association “Achievement Award”, 2013
- David Ricardo Medal, 2012 der American Real Estate Society
- Elected President, American Real Estate and Urban Economics Association, 2009